# Campeonato Cearense de Futebol da Terceira Divisão de 2013
O Campeonato Cearense de Futebol da Terceira Divisão de 2013 foi a 10ª edição deste torneio de futebol realizado pela Federação Cearense. A competição foi disputada por 7 equipes, sendo realizada entre 2 de outubro até 16 de novembro.

## Primeira fase

### Grupo A
|  |                                  |
|  | Classificados para as semifinais |